# سر وقت (فیلم ۱۹۹۷)
سر وقت (به انگلیسی: Just in Time) یک فیلم عاشقانه در سبک کمدی-درام آمریکایی محصول سال ۱۹۹۷ به کارگردانی شاون لوی بر اساس فیلمنامه‌ای از اریک تاچمن است. این دومین فیلم بلند به کارگردانی شان لوی بود که بعداً کارگردانی فیلم‌های شب در موزه (۲۰۰۶) و شب قرار (۲۰۱۰) را بر عهده گرفت.